# Études photographiques
Études photographiques est une revue scientifique française consacrée à la recherche en matière de photographie et d'études visuelles. Fondée en 1996 par l'historien André Gunthert, elle est éditée par la Société française de photographie à un rythme semestriel.
Le no 35 paru au printemps 2017 est le dernier numéro d'Études photographiques : la revue qui s'arrête pour des raisons économiques comme l'explique son fondateur André Gunthert.
Les 35 numéros de la revue sont tous consultables gratuitement en ligne sur le portail OpenEdition Journals.